# Farooq Abdullah

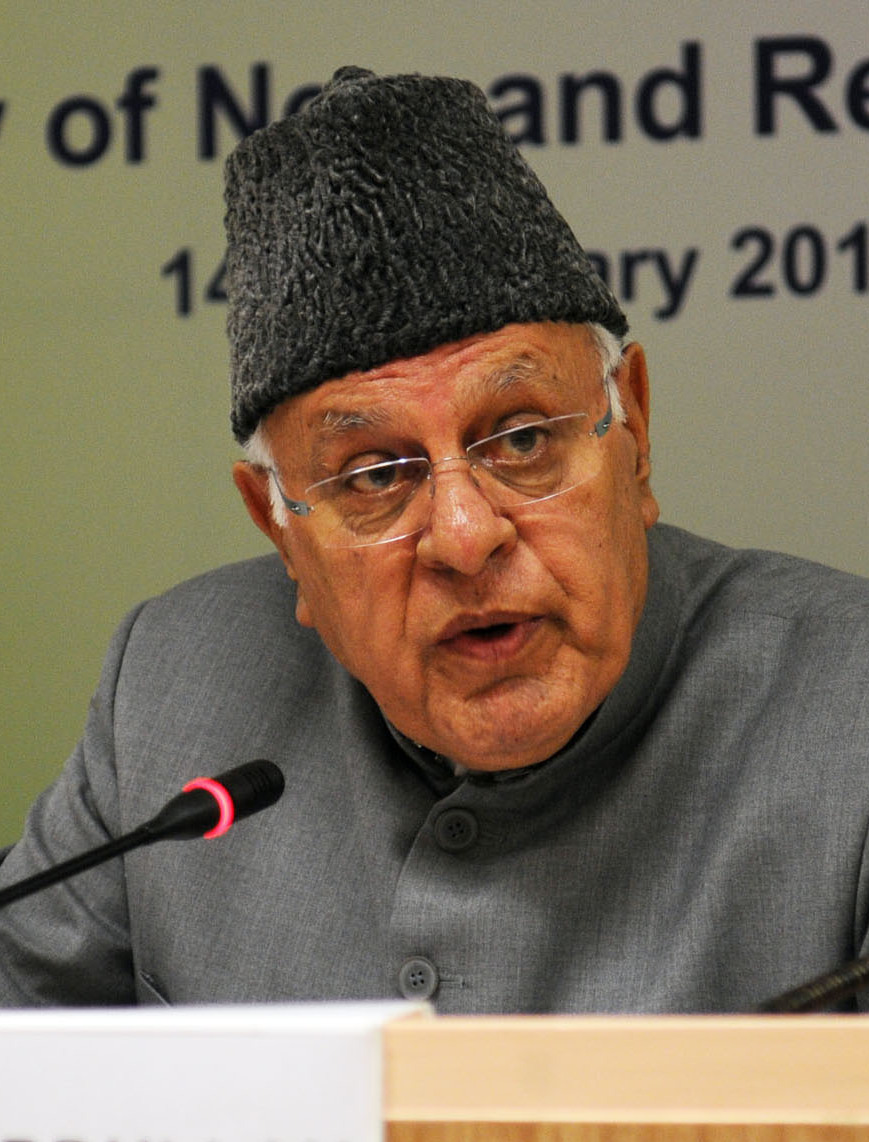
Farooq Abdullah, 2011

Farooq Abdullah (Kashmiri: फ़ारूक़ अब्दुल्लाह (Devanagari), فاروق عبدالله (in erweiterter arabischer Schrift); * 21. Oktober 1937 in Soura, nahe Srinagar, Kaschmir, Indien) ist ein indischer Politiker.

## Biografie
Farooq Abdullah wurde als Sohn von Scheich Mohammed Abdullah, dem „Löwen von Kaschmir“, geboren. Sein Vater war die führende politische Figur bei der Unabhängigkeitsbewegung von Kaschmir, zunächst im Rahmen von Britisch-Indien und später im Rahmen des indischen Bundesstaates. Farooq Abdullah studierte Medizin am Medical College in Jaipur. Er ist verheiratet und hat drei Töchter und einen Sohn. Seine Frau ist von Beruf Krankenschwester und stammt aus Großbritannien. Auf Betreiben seines einflussreichen Vaters wurde er, der bislang kaum politische Erfahrung hatte, 1981 zum Vorsitzenden der von seinem Vater gegründeten Jammu & Kashmir National Conference (JKNC) gewählt. 1982–83 war er Gesundheitsminister in Jammu und Kashmir und von 1982 bis 1984, 1986 bis 1990 und 1996 bis 2002 Chief Minister des Bundesstaats Jammu und Kashmir. Die Zeiten waren durch politische Instabilität und Gewalt aufgrund des Kaschmir-Konflikts gekennzeichnet. Wiederholt wurden auch schwere Vorwürfe von Wahlfälschung laut und Jammu und Kashmir wurden mehrfach unter President’s rule gestellt. Von 2002 bis 2008 war Abdullah Mitglied der Rajya Sabha, des indischen Oberhauses. Bei der gesamtindischen Wahl 2009 wurde er als Abgeordneter für die JKNC in die Lok Sabha gewählt und war von 2009 bis 2014 Minister für neue und erneuerbare Energien im Kabinett von Premierminister Manmohan Singh. Bei der indischen Parlamentswahl 2014 unterlag er im Wahlkreis Srinagar seinem Gegenkandidaten Tariq Hameed Karra von der Jammu and Kashmir People’s Democratic Party (JKPDP).
Sein Sohn Omar Abdullah hat gewissermaßen in dritter Generation die Führung der JKNC übernommen und war 2009 bis 2015 Chief Minister von Jammu und Kashmir.